# Alive (It Feels Like)
Alive (It Feels Like) è un singolo del DJ brasiliano Alok, pubblicato il 16 ottobre 2020.